# Mario Hermoso
Mario Hermoso Canseco (phát âm tiếng Tây Ban Nha: [ˈmaɾjo eɾˈmoso kanˈseko]; sinh ngày 18 tháng 6 năm 1995) là một cầu thủ bóng đá chuyên nghiệp người Tây Ban Nha. Anh thường thi đấu ở vị trí trung vệ, tuy nhiên khi cần anh cũng có thể chơi như một hậu vệ trái.

## Sự nghiệp câu lạc bộ

### Espanyol
Vào ngày 12 tháng 7 năm 2017, Hermoso đã ký hợp đồng ba năm với RCD Espanyol. Trận đấu đầu tiên của anh tại La Liga diễn ra vào ngày 9 tháng 9, anh chơi trọn vẹn 90 phút trong trận thua 0–5 trước FC Barcelona. Anh ghi bàn thắng đầu tiên trong giải đấu vào ngày 28 tháng 1 sau đó, nhưng cũng ghi hai bàn đá phản lưới nhà trong trận thua 2-3 trước CD Leganés.

### Atlético Madrid
Vào ngày 18 tháng 7 năm 2019, khi chỉ còn một năm trong hợp đồng, Hermoso đồng ý ký hợp đồng 5 năm với Atlético Madrid với giá 25 triệu euro cộng với 4 triệu euro tiền phụ cấp. Espanyol cũng giữ lại 20% số tiền bán cầu thủ trong tương lai, với một nửa phí được trả cho Real Madrid. Anh ra mắt giải đấu vào ngày 18 tháng 8, chơi 28 phút trong trận thắng 1-0 trên sân nhà trước Getafe CF.

## Sự nghiệp quốc tế
Sau khi chơi cho Tây Ban Nha ở cấp độ U-19, Hermoso lần đầu tiên được gọi vào đội hình chính vào ngày 8 tháng 11 năm 2018 trong các trận đấu với Croatia và Bosnia và Herzegovina. Anh đã ra mắt trong trận đấu sau đó, thi đấu 90 phút  trọn vẹn trong chiến thắng 1–0 ở trận giao hữu được diễn ra tại Las Palmas.